# 非交和
集合論において集合の族の直和 (ちょくわ、英: direct sum) あるいは非交和（ひこうわ、英: disjoint union、discriminated union）は、以下の緊密に関連した二種類の概念を指して用いられる。
- 識別された和：通常の合併の操作を少し改変して、合併に属する元がもともとどの集合に入っていたか識別することができるようにしたもの。
- 交わりを持たない和：その族に属する部分集合のどの二つも互いに素であるときの、通常の合併。

前者は識別のための補助的な添字を付与することで各集合は互いに素となるから後者の意味での直和でもあり、前者のことも非交和と呼ぶ場合もある。これらをともに「直和」と呼ぶのは直積の双対であることを示すもので、圏論の言葉で言えば集合の圏における圏論的直和（これは同型を除いて一意に定まる）の普遍性を上記の二つはともに満たす。
本項においては主に前者について扱い、それを非交和と呼称する。後者については和集合#定義を参照のこと。

## 定義
{Ai  |  i ∈ I} を I で添え字づけられた集合族とする。この族の非交和は集合
{\displaystyle \bigsqcup _{i\in I}A_{i}:=\bigcup _{i\in I}\{(x,i)\mid x\in A_{i}\}}
である。非交和の元は順序対 (x, i) である。ここで i はどの Ai から元 x が来たかを指し示す補助的な添字として働く。
集合 Ai の各々は自然に集合
{\displaystyle A_{i}^{*}:=\{(x,i)\mid x\in A_{i}\}}
に同型である。この同型を通して、Ai は自然に非交和に埋め込まれていると考えることができる。
i ≠ j に対して、集合 Ai* と Aj* とは集合 Ai と Aj とが互いに素でないときでさえ互いに素である。

## 性質
- 固定された集合 A の I で添字付けられた反復的非交和 ∐i∈I A = A × I は A と I との直積である。特に、位数（濃度）について |∐i∈I A| = |A| × |I|。
- 一般に、濃度の和（英語版）は非交和の濃度で与えられる: |∐i∈I Ai| = ∑i∈I |Ai|.
- 非交和は集合の圏における余積としての普遍性を満たす。即ち、ιk: Ak → ∐i Ai を ιk(x) = (x, k) で定めると、任意の集合 X と写像の族 fi: Ai → X に対し、fi = f ∘ ιi を満たすf: ∐i Ai → X が一意的に存在する。
- 集合族 Ai がどのふたつも互いに素、すなわち i ≠ j ならば Ai ∩ Aj = ∅ を満たすとき、自然な同型 ∐i Ai → ⋃i Ai が存在する。

## 記法に関する注意
集合の濃度の和に関する事実を示唆して、集合 A, B の非交和を A + B で、あるいは集合の族の非交和を ∑
i∈I Ai で表すことがある（これは乗法の記号を用いる集合族の直積と対照的な記法になっている。また、この記法に則れば、|∑
i∈I Ai| = ∑
i∈I |Ai| と和をとる操作と濃度をとる操作が可換であるかのように書ける）。ときどき ⨄i∈I Ai あるいは ⨃i∈I Ai とも書かれる。
非交和が余積を表すという圏論的側面が、しばしば {\displaystyle \textstyle \bigsqcup } の代わりに {\displaystyle \textstyle \coprod } を非交和の記号として用いる理由を説明する。
多くの目的にとって補助的な添字の付け方に深い意味は無く、表記の簡素化のための濫用において、添字づけられた族は単純に集合の集まりとして扱うことができる。このとき、非交和の定義で用いる（各集合 A の元と添字との対からなる集合）A* を意図する表現として 「A のコピー」と言う。またこのとき {\displaystyle \textstyle \bigcup _{A\in C}^{*}A} と書くことがある。

## 例
集合 A0 = {1, 2, 3} と A1 = {1, 2} の非交和 A0 ⊔ A1 あるいは A0 ∪* A1 は
{\displaystyle {\begin{aligned}A_{0}^{*}&=\{(1,0),(2,0),(3,0)\}\\A_{1}^{*}&=\{(1,1),(2,1)\}\end{aligned}}}
を用いて、
{\displaystyle A_{0}\sqcup A_{1}=A_{0}\cup ^{*}A_{1}:=A_{0}^{*}\cup A_{1}^{*}=\{(1,0),(2,0),(3,0),(1,1),(2,1)\}}
のように計算される。

## 注